# 族-Yakara-
族-yakara-（やから）は、和太鼓奏者4人からなるアンサンブルカルテット。
津軽三味線と和太鼓の邦楽バンド「閃雷」のメンバーで構成される。「何かを企み、何かを仕掛け、何かを仕出かす……」をテーマにジャンルを越えて様々なアーティストとコラボレーションを展開している。

## メンバー
- 三浦公規（組太鼓、桶太鼓、チャッパ）
- 石田陽祐（桶太鼓、組太鼓、篠笛）
- 千坂栄介（大太鼓、桶太鼓）
- 千葉響（桶太鼓、組太鼓、締太鼓）

## プロデューサー
- 佐藤三昭(3D-FACTORY)
- 千葉秀(3D-FACTORY)

## 略歴

### 2008年
- 03.17 - 三味線ロックバンドヒビキメロヲのライブに飛び入り出演した事をきっかけに閃雷の和太鼓奏者4人がユニット結成（仙台マカナ）
- 04.04 - Vanilla sky recordsのレーベルイベントにゲスト出演。津軽三味線奏者浅野祥と共演（東京都杉並公会堂）
- 05.10 - ホンダカーズ宮城中央イベント出演（大崎市ホンダカーズ宮城中央古川南店）
- 06.02 - OX仙台放送「ムービン」オンエアー
- 06.04 - 東北の夏フェス「森波2008WoodVibration」に出演（登米市森林公園）
- 06.27 - 小学校芸術鑑賞（福島県南相馬市大甕小学校）
- 06.28 - ホンダカーズ宮城中央イベント出演（名取市ホンダカーズ宮城中央名取バイパス店）
- 07.05 - ホンダカーズ宮城中央イベント出演（名取市ホンダカーズ宮城中央名取バイパス店）
- 07.05 - KHB東日本放送裏影公開録音「裏影まつり」出演（Zepp Sendai）
- 07.05 - クリスチャンデュビック絵画展オープニングLIVE（レストランパリンカ）
- 07.09 - 中学校芸術鑑賞（青森県平内町立小湊中学校）
- 08.01 - KHB東日本放送裏影公開録音「裏影まつり」オンエアー
- 08.02 - 箆岳小学校木造アスレチック遊具ありがとうセレモニー（宮城県涌谷町箆岳小学校）
- 08.08 - パリンカ七夕ランチライブ（レストランパリンカ）
- 08.08 - 瑞鳳殿七夕ナイト（瑞鳳殿/伊達政宗霊屋）
- 08.14 - 山形大花火カウントダウンライブ。津軽三味線奏者浅野祥と共演（山形市）
- 08.26 - 三味線かとう主催の1週間日替わりライブ三味線ロックナイトに出演。ヒビキメロヲとのコラボライブを行う（場所／東京都町屋ムーブ町屋）
- 09.04 - 小学校芸術鑑賞（福島県郡山市立赤木小学校）
- 09.06 - KHB東日本放送KHBまつりの公開収録「裏影まつり」に出演（仙台市勾当台公園市民広場）
- 12.27 - 初のホールワンマン「忘年会公演／心の掃除はもうお済みデスか？」開催（仙台市シルバーセンター）

### 2009年
- 04.17 - 2度目のホールワンマン「地元お花見公演／花は満開！俺達全開！！」開催（大崎市パレット大崎）

## 作品

### 族-yakara-としての作品
- LIVE DVD 忘年会公演／心の掃除はもうお済みデスか?（2009.4.6)
- 1stCD Pulsation（2009.8.5)

### 閃雷としての作品
- CD 大地の詩（2006.10.25)
- CD PLUS-X　(2007.6.13)
- DVD 閃雷LIVE TOUR 2007春雷(2007.5.12)

### M's Japan Orchestraとしての作品
- CD J-BREEZE（2009.6.17)

### 参加したCD/DVD/その他
- 太鼓祭inさいたまスーパーアリーナDVD(2006)
- LOVE MY BLOCK／Mess-Age CrewCD／人生裏影ケセラセラ（KHB裏影オープニング曲）(2006)
- TSUGARU４〜未来へ〜LIVE CD(2006)

## メディア

### テレビ
- 「裏影」（KHB東日本放送 カズシック、ニコラスペタスらと共演）
- 「NHK第30回東北民謡コンクール優勝大会」（NHK 2008年3月13日に東北6県のみで放映）

### ラジオ
- 「閃雷のパワフルビーツ」エフエムイズミ／コミュニティーFM（2007年1月 - 12月）パーソナリティ：三浦公規／ディレクター：石田陽祐
- 「閃雷のこの橋の向こうへ!」Date fm（2007年10月 - 2009年3月）パーソナリティ：三浦公規／ディレクター：石田陽祐
- 「太鼓打ちコーキのミッドナイトパルセイション」Date fm（2009年4月 - ）パーソナリティ：三浦公規／ディレクター：石田陽祐